# 黄花水毛茛
黄花水毛茛（学名：[Batrachium bungei var. flavidum] 错误：{{Lang}}：文本有斜体标记（帮助））为毛茛科水毛茛属下的一个变种。

## 扩展阅读
- 維基物種上的相關：黄花水毛茛